# Dordschnjambuugiin Otgondalai
Dordschnjambuugiin Otgondalai (mongolisch Доржнямбуугийн Отгондалай; * 28. Januar 1988) ist ein Boxer aus der Mongolei im Leichtgewicht. Er gewann bei den Olympischen Sommerspielen 2016 die Bronzemedaille.

## Erfolge
Dordschnjambuugiin Otgondalai ist Mongolischer Meister im Bantamgewicht 2007 und 2012, sowie Mongolischer Meister im Leichtgewicht von 2013, 2014, 2015 und 2016. Nach einigen Medaillengewinnen bei nationalen und internationalen Wettkämpfen, gewann er 2008 mit dem King’s Cup in Bangkok erstmals ein bedeutendes Turnier. Er besiegte dabei im Halbfinale den amtierenden Weltmeister Sergei Wodopjanow und im Finale den aktuellen WM-Dritten Li Yang aus China. Beim Chemiepokal 2008 und 2009 gewann er jeweils die Silbermedaille.
2010 gewann er eine Bronzemedaille bei den World University Championships in Ulaanbaatar. 2011 gewann er die Silbermedaille bei den Asienmeisterschaften in Incheon, nachdem er erst im Finale gegen Anwar Junussow mit 10:13 ausgeschieden war. Bei den Weltmeisterschaften 2011 in Baku unterlag er erst in der dritten Turnierrunde knapp mit 18:18+ gegen den späteren olympischen Silbermedaillengewinner John Joe Nevin.
2013 gewann er den Roberto Balado Cup in Havanna mit einem Finalsieg gegen Robson Conceição (3:0) und schlug ihn auch beim Giraldo Cordova Cardin Tournament in Havanna. Nach dem Gewinn einer Bronzemedaille bei der Sommer-Universiade 2013 in Kasan, scheiterte er diesmal bei den Weltmeisterschaften 2013 in Almaty in der zweiten Vorrunde gegen Conceição mit 1:2.
2014 gewann Otgondalai die Asienspiele in Incheon und schlug dabei auch Satoshi Shimizu und Charly Suarez. Beim President’s Cup 2015 gewann er Silber nach Finalniederlage gegen Daisuke Narimatsu und siegte beim Kulibayev Tournament in Atyrau, wobei ihm auch ein Revanchesieg gegen Anwar Junussow gelang. Zudem konnte er die Asienmeisterschaften 2015 in Bangkok gewinnen und erreichte das Viertelfinale der Weltmeisterschaften 2015 in Doha, wobei er auch Domenico Valentino schlagen konnte.
Im April 2016 ging er als Sieger aus dem asiatisch-ozeanischen Olympiaqualifikationsturnier in Qian’an hervor. Nach Siegen gegen die Starter aus dem Irak und Katar zog er ins Halbfinale ein und konnte sich diesmal gegen Daisuke Narimatsu durchsetzten und ins Finale einziehen, wo er erneut gegen Charly Suarez gewann. Bei den Olympischen Spielen 2016 besiegte er Enrico Lacruz und Reda Benbaziz, ehe er im Halbfinale gegen Sofiane Oumiha mit der Bronzemedaille ausschied.
Bei den Asienmeisterschaften 2017 in Taschkent gewann er eine Bronzemedaille, nachdem er erst im Halbfinale gegen Shiva Thapa ausgeschieden war. Damit war er für die Weltmeisterschaften 2017 in Hamburg qualifiziert, wo er erneut im Halbfinale gegen Sofiane Oumiha mit einer Bronzemedaille ausschied. Zuvor hatte er Pawlo Ischtschenko und Luis Cabrera geschlagen.